# Lehtosaari, Kuhasaari och Honkiainen
Lehtosaari, Kuhasaari och Honkiainen är en ö i Finland. Den ligger i sjön Lievestuoreenjärvi och i kommunen Laukas i den ekonomiska regionen  Jyväskylä  och landskapet Mellersta Finland, i den centrala delen av landet, 240 km norr om huvudstaden Helsingfors. Öns area är 3,1 hektar och dess största längd är 0,6 kilometer i nord-sydlig riktning.